# Rebutia violaciflora

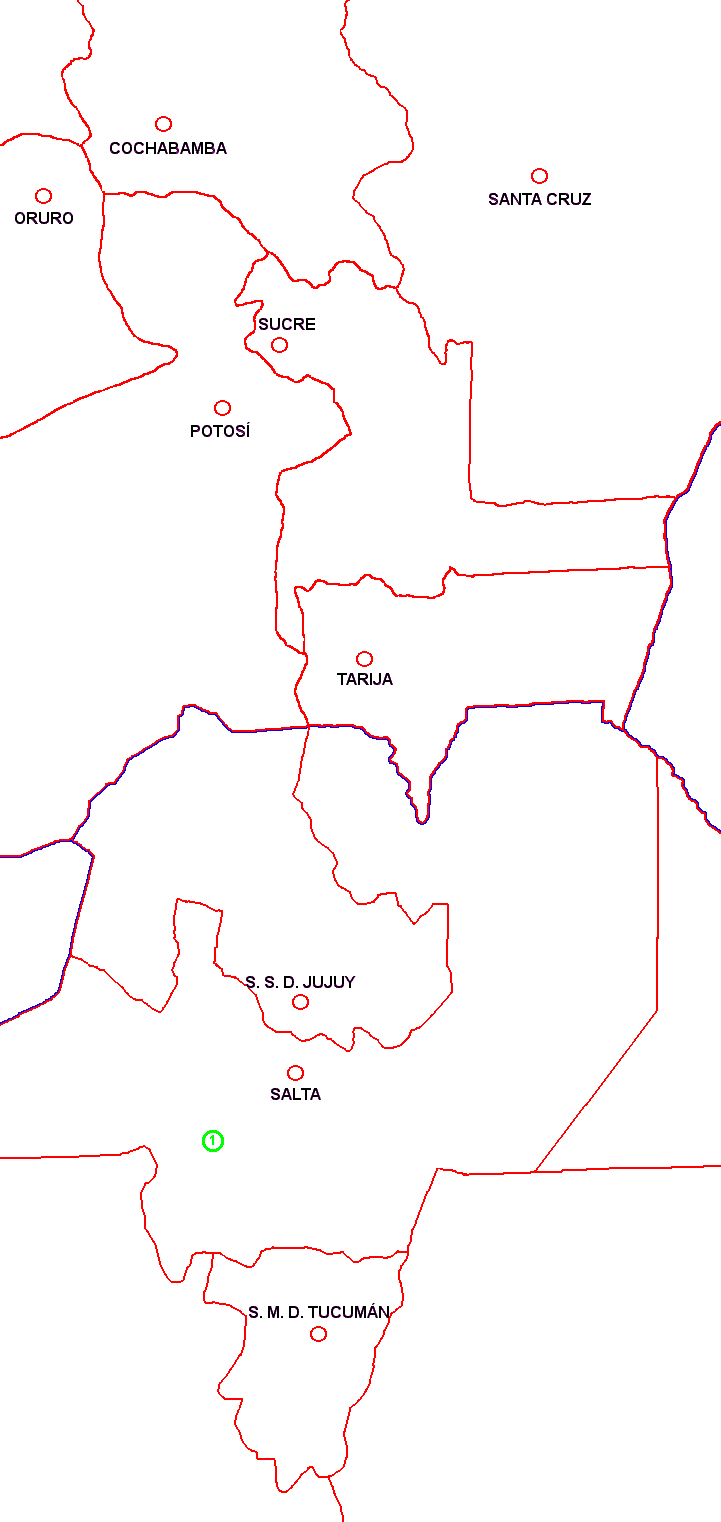
Mapa rozšíření R. violaciflora var. violaciflora

Rebutia violaciflora je velmi pěkný druh rodu rebucie, který patří již velmi dlouho mezi jeho vděčné zástupce v našich sbírkách. Nápadný je zejména svými zajímavě zbarvenými květy, podle jejichž charakteristického odstínu byl pojmenován, violaciflorus znamená fialově kvetoucí, s fialově zbarvenými květy.

## Rebutia violacifloraBackeb. var.violaciflora
Backeberg, Curt; Blätter für Kakteenforschung, 2: 8, 1935
Sekce Rebutia, řada Minuscula
Synonyma: 
- Rebutia minuscula K.Sch. f. violaciflora (Backeb.) Buin. et Don., Sukkulentenkde, 7/8: 99, 1963
- Rebutia minuscula K.Sch. subsp. violaciflora (Backeb.) Don., Ashingtonia, 2: 43, 1976

### Popis
Stonky jednotlivé až málo odnožující, těla polokulovitá, někdy až kulovitá, asi 20 mm široká, v kultuře často výrazně větší, temeno zřetelně snížené, pokožka žlutozelená. Žebra zcela rozložená do plochých, okrouhlých hrbolků; areoly malé, okrouhlé, asi 1 mm v průměru, žlutobíle plstnaté. Okrajových trnů asi 20, štětinovité, tuhé, paprskovitě odstávající, 3 – 25 mm dlouhé, zlatohnědé až kaštanově hnědé, někdy také světlejší; středové trny těžko odlišitelné, poněkud silnější.
Květy 30 - 35 mm dlouhé a 25 - 30 mm široké; květní lůžko kulovité, asi 3 mm široké, vně karmínově zbarvené, s trojúhelníkovitými, 1 mm velkými, nahnědlými šupinkami a velmi krátkou vlnatou plstí v jejich paždí; květní trubka krátce nálevkovitá, asi 10 mm dlouhá, dole 2 mm, nahoře 7 mm široká, růžově nahnědlá, s 2 – 6 mm dlouhými a 1 – 2 mm širokými, načervenale hnědými, nahými, špičatými šupinami; vnější okvětní plátky špičatě kopinaté, s ostnitou špičkou, purpurově růžové; vnitřní okvětní plátky oválně kopinaté, s ostnitou špičkou, 15 mm dlouhé, 6 mm široké, purpurově růžové; nitky bílé, 5 – 10 mm dlouhé, prašníky malé, kulovité, žluté; čnělka volně stojící, 20 mm dlouhá, tenká, růžově načervenalá až bělavá, s 5 nažloutlými až bělavými, 2 – 3 mm dlouhými rameny blizny. Plod kulovitý, asi 6 mm široký, oranžově žlutý, později hnědnoucí, vysychající a nepravidelně praskající. Semena podlouhle čepičkovitá, asi 1 mm dlouhá, s lesklou, černou, jemně bradavčitou testou a velkým, bílým hilem.

### Variety a formy
R. violaciflora je nápadná rebucie, rostliny známé z našich sbírek vykazují řadu rozdílů jak ve vzhledu těla a otrnění, tak i květů, které jsou většinou dědičně stálé a vztahují se k délce a vybarvení trnů i barvě a do určité míry i velikosti květů. Řadu těchto odchylek rozšiřoval již A.V. Frič pod zvláštními jmény, která zůstala zachována v našich sbírkách dodnes, i bez platného popisu, např. R. graessneri, R. pseudograessneri, jiná dosud se objevující jména mají původ u C. Backeberga, např. R. violaciflora var. luteispina, i dalších sběratelů, případně se týkají sbírkových odchylek. Dědičně stálé odchylky, zejména ve vztahu k délce a barvě otrnění, jsou navíc silně ovlivňovány i podmínkami kultury.
Z okruhu R. violaciflora byly popsány nejprve jako samostatné druhy R. knuthiana (Backeberg, 1935) s delšími karmínově červenými květy a R. carminea (Buining, 1941) s tmavším odstínem vybarvení těla, trnů i květů a početnějšími okvětními lístky. Oba tyto taxony jsou nyní chápány jako součást R. violaciflora, ať už je ona sama brána jako samostatný druh nebo vnitrodruhový taxon R. minuscula, a hodnoceny většinou jako variety nebo formy. Nověji byly jako R. violaciflora označeny sběry KK 840 a WR 681.

### Výskyt a rozšíření
R. violaciflora pochází ze severní Argentiny z provincie Salta. Jako místo nálezu původních Backebergových rostlin bylo uvedeno Quebrada Escoipe, v nadmořské výšce kolem 3000 m. Stejně byl označen i původ sběru KK 840 (Argentina, Salta, Escoipe, 3100 m), u sběru WR 681 bylo jako místo původu uvedeno Argentina, Salta, Yacones.